# 胡蔚
胡蔚，字少霞，一字羨門，清朝湖南武陵（今湖南省常德市）人。
乾隆十八年拔貢。效力河工，官任河南候補同知。因从马上坠落，落有残疾，于是去职游历四方。入云南，主持大理书院，雲南巡撫孫士毅聘他主持昆明書院，居數年，在云南去世。曾经增订《南诏野史》。著有《吹萬樓诗集》。他的夫人王漪也是为女诗人。